# Katsching – lite pengar har ingen dött av
Katsching – lite pengar har ingen dött av är en svensk humorserie som hade premiär på SVT den 20 april 2018. Seriens första säsong bestod av 8 avsnitt. Manus är skrivet av Per Andersson och Håkan Johnsson.

## Handling
Serien handlar om överklassparet Philip (Per Andersson) och Ann-Sofie (Michelle Meadows) Drakenmun. Bakom den flotta fasaden på deras Djurholmsvilla är livet inte lika lyckligt som de låter påskina. Företaget går synnerligen knackigt och den personliga konkursen är inte långt borta.

## Rollista (i urval)
| - Per Andersson – Philip "Phille" Drakenmun - Michelle Meadows – Ann-Sophie Drakenmun - Madeleine Martin – Erika, praktikant - Malin Carlsson – - John Dahlström – Bankman - Lotta Forsberg – - Susanne Thorson – Cissi | - Peter Gardiner – Zack - Jannike Grut – Jakobsson - Jan Modin – John, Ann-Sophies pappa - Agnes Hirdwall – Mia - Alex Hormigo – Investerare - Pontus Olgrim – Läkare - Lasse Holm – Sig själv |